# Gustav Adolf Hugo Dahlstedt
Gustav Adolf Hugo Dahlstedt (Linköping, 8 febbraio 1856 – Lidingö, 2 ottobre 1934) è stato un botanico svedese.
Lavorò per molti anni nel Bergianska trädgården (giardino botanico di Bergius a Stoccolma e nel Naturhistoriska Riksmuseet di Stoccolma). Nel 1907 ottenne il dottorato onorario.
Dahlstedt si specializzò sui generi Taraxacum e Hieracium.

## Pubblicazioni
- 2012. Studien Über Süd-und Central-Americkanische: Peperomien Mit Besonderer Berücksichtigung Der Brasilianischen Sippen... Ed. reimpresa de BiblioBazaar, 284 pp. ISBN 1276520077
- 1921. De Svenska Arterna Av Släktet Taraxacum: Erythrosperma. Obliqua. 82 pp.
- 1901. Botany of the Faröes, based upon Danish investigations. Vol. 1. Con Eugenius Warming, Carl Emil Hansen Ostenfeld, Christian Jensen, Emil Rostrup, Fredrik Börgesen, Ernst Vilhelm Østrup, Jacob Severin Deichmann Branth, Hugo Dahlstedt, Gazet Patursson, Peter Berendt Feilberg, Helgi Jonsson. Ed. Nordiske forlag, 561 pp.
- 1893. Adnotationes de Hieraciis Scandinavicis, Anteckningar till kännedomen om Skandinaviens Hieracium-flora. I. Af Hugo Dahlstedt. Ed. I. Marcus, 146 pp.